# Hoàng quân quân phiếu
Hoàng quân quân phiếu (tiếng Nhật và tiếng Trung: 日本軍用手票, cũng được viết là 日本軍票)  thường được viết tắt là JMY là tiền tệ được dùng để trả lương cho những người lính của Quân đội Đế quốc Nhật Bản và Hải quân Đế quốc Nhật Bản. Chính quyền Đế quốc Nhật Bản bắt đầu phát hành đồng yên quân sự trong chiến tranh Nga-Nhật Bản vào năm 1904. Đồng yen quân sự lên tới đỉnh điểm trong chiến tranh Thái Bình Dương, khi chính phủ Nhật Bản đã phát hành nó tại tất cả các lãnh thổ bị họ chiếm đóng. Ở Hồng Kông, Nhật ép buộc người dân sử dụng đồng yên quân sự như là đồng tiền chính thức duy nhất trên lãnh thổ này. Vì đồng yên quân không được hỗ trợ bởi vàng và không có nơi phát hành cụ thể, đồng yên quân sự không thể đổi lấy đồng yên Nhật. Việc buộc người dân địa phương sử dụng đồng yên quân sự chính thức là một trong những cách mà chính phủ Nhật Bản có thể thống trị các nền kinh tế địa phương.

## Đơn vị tiền tệ trong lãnh thổ bị chiếm đóng bởi Nhật Bản
Các lãnh thổ bị Nhật Bản kiểm soát hoặc chiếm đóng có nhiều loại tiền tệ khác nhau. Đài Loan duy trì hệ thống ngân hàng của riêng mình và vẫn phát hành giấy bạc ngân hàng sau khi nó thuộc chủ quyền của Nhật Bản vào năm 1895. Điều này cũng đúng đối với Hàn Quốc năm 1910. Giữa năm 1931 và 1945, phần lớn Trung Quốc và Đông Nam Á bị chiếm đóng bởi Nhật Bản. Một số loại tiền tệ đã được đưa vào lưu thông ở đó trong thời gian chiếm đóng. Ở Trung Quốc, một số chính phủ bù nhìn đã được tạo ra như Manchukuo, mỗi chính phủ phát hành tiền tệ của chính họ. Ở Đông Nam Á, quân đội Nhật Bản sắp xếp cho các giấy bạc ngân hàng được phát hành, bằng tiền tệ khác nhau (rupee, peso, đô la...) đã được lưu hành ở đó trước khi chiếm đóng. Sau này được gọi là tiền xâm lược của Nhật Bản. Ngoài những loại tiền tệ này, quân đội Nhật Bản đã phát hành tiền giấy của chính họ, bằng đồng yên - đây là đồng yên của quân đội Nhật Bản. Đồng yên quân sự đã trở thành đồng tiền chính thức ở một số khu vực bị chiếm đóng, ví dụ như Hồng Kông.

## Thiết kế của đồng yên quân Nhật

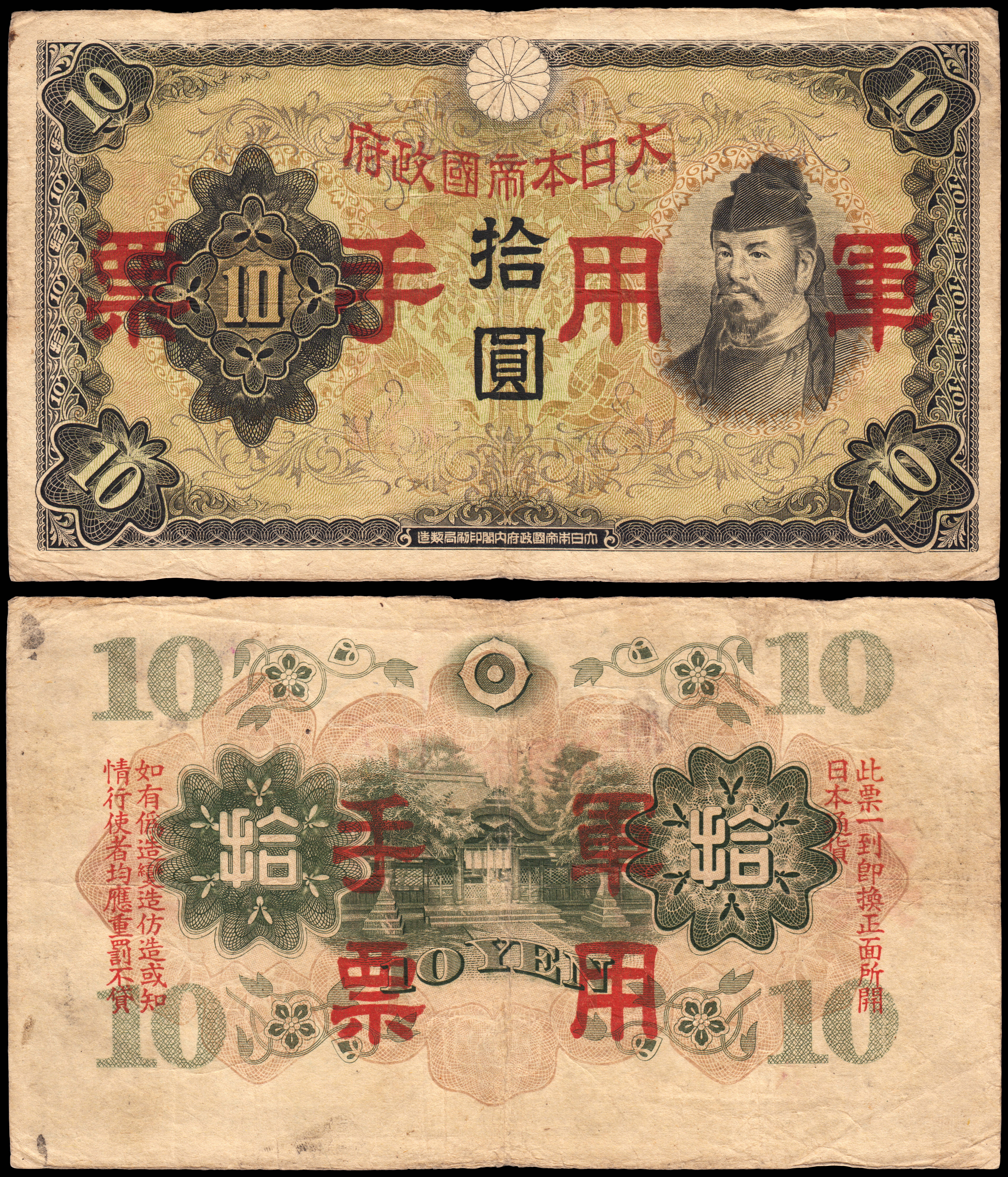
10 Yên lưu ý của loạt 1938.

Vào cuối những năm 1930, đồng quân yên tương đương với đồng yên chuẩn về mặt thiết kế, nhưng với những sửa đổi nhỏ. Nói chung, các đường màu đỏ dày được in đè lên để hủy bỏ tên "Ngân hàng Nhật Bản" (日本 銀行) và bất kỳ văn bản nào hứa hẹn trả cho người mang vàng hoặc bạc. Văn bản màu đỏ lớn thay vào đó chỉ ra rằng lưu ý là tiền tệ quân sự ("軍 手 用 票") để không bị nhầm lẫn với đồng yên Nhật Bản thông thường.
Sau đó đồng tiền này được thiết kế đẹp hơn. Vào đầu những năm 1940, chính phủ Nhật Bản đã phát hành các ghi chú bằng đồng yên với một thiết kế được chuẩn bị đặc biệt cho đồng yên quân sự. Những thiết kế này không dựa trên các ghi chú yên Nhật hiện có, nhưng có các thiết kế ban đầu như gà trống Onagadori và rồng. Tất cả các chuỗi sau đều có văn bản sau ở phía sau ghi chú:
此票一到即換正面所開日本通貨。如有偽造、變造、仿造、或知情行使者均應重罰不貸。
Văn bản này giải thích: "Đồng tiền này được trao đổi với tiền tệ của Nhật Bản. Bất kỳ ai giả mạo, sửa đổi hoặc cố ý thực hiện những hành động này sẽ bị phạt nặng."
Các vấn đề ban đầu không có số sê-ri và được phát hành mà không tính đến lạm phát. Các vấn đề sau đó ban đầu có số sê-ri. Vào cuối cuộc chiến, càng cần nhiều tiền để trả lương cho quân nhân, các ghi chú đã được ban hành mà không có số seri nữa.

## Đồng yên quân sự ở Hồng Kông
Sau khi Chính phủ Hồng Kông đầu hàng vào Quân đội Hoàng gia Nhật Bản vào ngày 25 tháng 12 năm 1941, chính quyền Nhật Bản đã quyết định đồng yên quân sự là hợp đồng pháp lý của Hồng Kông vào ngày hôm sau.
Sự chiếm đóng của Nhật Bản cũng cấm sử dụng đồng đô la Hồng Kông và đặt thời hạn để đổi đô la thành đồng yên. Khi đồng yên đầu tiên được đưa ra vào ngày 26 tháng 12 năm 1941, tỷ giá hối đoái giữa đồng đô la Hồng Kông và đồng yên quân là từ 2 đến 1. Tuy nhiên, đến tháng 10 năm 1942, tỷ giá đã được thay đổi thành 4-1. Sau khi đổi lấy đô la Hồng Kông, quân đội Nhật đã mua vật tư và hàng hóa chiến lược ở thuộc địa láng giềng Bồ Đào Nha láng giềng của Macao. Khi Nhật Bản trở nên tuyệt vọng hơn trong nỗ lực chiến tranh vào năm 1944, các nhà chức trách quân sự Nhật Bản ở Hồng Kông đã lưu hành nhiều đồng yên quân sự hơn, dẫn đến lạm phát.
Sau khi Nhật Bản công bố sự đầu hàng vô điều kiện vào ngày 15 tháng 8 năm 1945, tiền giấy của quân đội đã bị các cơ quan quân sự Anh tịch thu. Tuy nhiên, mặc dù có khoảng 1,9 tỷ yên, chính quyền quân sự Nhật Bản đã cố ý phá hủy 700 triệu đồng giá trị của nó.

## Vô hiệu hóa đồng yên quân sự và yêu cầu mua lại
Vào ngày 6 tháng 9 năm 1945, Bộ Tài chính Nhật Bản thông báo rằng tất cả các đồng yên quân sự đã mất hiệu lực, làm giảm đồng yên quân sự thành những mảnh giấy vô dụng.
Vào ngày 13 tháng 8 năm 1993, một tổ chức ở Hồng Kông đang tìm kiếm một khoản hoàn trả cho đồng yên quân đã hành động pháp lý chống lại Nhật Bản, kiện chính phủ Nhật Bản vì số tiền đã mất khi đồng yên quân sự được tuyên bố vô hiệu. Một tòa án quận Tokyo phán quyết chống lại nguyên đơn vào ngày 17 tháng 6 năm 1999, tuyên bố rằng, mặc dù nó thừa nhận sự đau khổ của người dân Hồng Kông, chính phủ Nhật Bản không có luật cụ thể liên quan đến bồi thường quân sự. Nhật Bản cũng đã sử dụng Hiệp ước San Francisco, trong đó Vương quốc Anh là một quốc gia ký kết, là một trong những lý do để từ chối bồi thường.